# Kamen Rider W
Kamen Rider W (仮面ライダーＷ（ダブル） Kamen Raidā Daburu?, también llamado alternativamente Kamen Rider Double) es el título de la 20.ª temporada de la franquicia Kamen Rider, producida por Toei Company y emitida en TV Asahi del 6 de septiembre de 2009 al 29 de agosto de 2010, constando de 49 episodios. Marca el comienzo de la segunda parte de la época Heisei de la franquicia. Esta temporada usó dos eslóganes: "Somos el Kamen Rider dos en uno" (俺たちは/僕たちは、二人で一人の仮面ライダーさ Ore-tachi wa/Boku-tachi wa, futari de hitori no Kamen Raidā sa?) y "¡Esto lo resuelve!" (これで決まりだ! Kore de kimari da!?)
Una serie de manga secuela, Fuuto PI, comenzó a serializarse en agosto de 2017 y una adaptación de anime comenzó a transmitirse en agosto de 2022.

## Argumento
La gente vive en paz y armonía en la ciudad ficticia de Fūto, la "ciudad de los vientos", una ciudad ideada de forma ecológica y alimentada con energía eólica. Sin embargo, comienzan a venderse entre los habitantes de la ciudad unos misteriosos dispositivos que parecen memorias USB llamados "Gaia Memory", que se utilizan para que los usuarios se transformen en Dopants, unas criaturas monstruosas que pueden cometer crímenes sin que la policía pueda detenerles o identificarles. Para empeorar las cosas, las Gaia Memory contienen una peligrosa toxina que provoca que sus usuarios vayan perdiendo poco a poco la razón hasta el punto que podrían morir si siguen usando los dispositivos sin control. Tras la muerte de su jefe, el autoproclamado detective Hard Boiled Shōtarō Hidari trabaja resolviendo los crímenes de los Dopants con el misterioso Philip, que tiene el poder de entrar mentalmente en una biblioteca virtual donde se encuentran todos los conocimientos del mundo. Utilizando sus propias Gaia Memory y dos cinturones llamados Double Drive, los dos se transforman y fusionan en un solo cuerpo para formar a Kamen Rider Double, que lucha contra la amenaza para proteger Fūto.

## Personajes

### Riders
- Shōtarō Hidari (左 翔太郎 Hidari Shōtarō?)/Kamen Rider W (仮面ライダーＷ（ダブル） Kamen Raidā Daburu?): Es un detective privado autoproclamado "hard boiled", aunque todos le llaman "soft boiled".[Notas 1] para su desgracia. Siempre intenta actuar fríamente, pero su auténtica naturaleza extrovertida, habladora y compasiva se entrefiltra continuamente entre esa fachada. A diferencia de su mentor, que podía tomar decisiones frías, duras y crueles aunque necesarias, él por su buen corazón es incapaz de hacer esto. Se viste a la moda de los años cuarenta, con un sombrero fedora que pertenecía a su jefe. Intenta imitar a sus ídolos de las novelas de detectives, incluso en su forma de hablar. Tiene una intuición muy aguda, y en muchas ocasiones es capaz de resolver casos antes de que Philip le proporcione las pruebas para ello. Se toma su trabajo como Kamen Rider Double muy en serio y no permite que nadie manche o hable mal de ese nombre. En la transformación de Double, la mente de Philip se introduce en el cuerpo de Shōtarō y los dos controlan a medias a Double, representando Shōtarō la mitad oscura del uniforme.
- Philip (フィリップ Firippu?)/Kamen Rider W (仮面ライダーＷ（ダブル） Kamen Raidā Daburu?): Es un ser misterioso que Shōtarō conoció hace un año. Fue rescatado por Shōtarō y su jefe de un edificio durante un caso y no recuerda nada de su pasado, ni su verdadero nombre. «Philip» se lo puso el jefe de Shōtarō inspirándose en el famoso detective literario Philip Marlowe.[3] Desde entonces, se ha estado ocultando en la agencia de detectives, para que no le encuentren aquellos de los que ha huido, aunque en ciertas ocasiones sale de allí, poniéndose en peligro para el disgusto de Shōtarō. Tiene un poder misterioso por el cual se conecta mentalmente a una biblioteca virtual dentro de la que se encuentran millones de libros. Para acceder a ellos, necesita que Shōtarō le proporcione palabras clave del caso para poder realizar búsquedas de información. Tiene una característica que a veces provoca problemas, y es que cuando descubre un tema nuevo del que no tenía noción hasta ese entonces, se obsesiona en investigarlo y no para hasta obtener todos los datos relevantes sobre él, aunque sea sobre la cosa más trivial del mundo. En ese caso, puede tirarse horas y horas dándole vueltas e investigando y no responder a las llamadas de Shōtarō para transformarse, o si lo hace permanecer ausente y distraído durante el combate, poniendo a los dos en peligro. En la transformación de Kamen Rider Double, su mente abandona su cuerpo y se introduce en el de Shōtarō, controlándo los dos a medias a Double, y representando Philip la mitad verde del uniforme. Cuando la mente de Philip sale de su cuerpo durante la transformación, el cuerpo se desploma inconsciente, y le toca casi siempre a Akiko cuidar de él, ya sea sosteniéndolo para que no sufra daños al caer, o poniéndolo a buen recaudo si la transformación ocurre con Philip fuera del cuartel.
- Ryū Terui (照井竜 Terui Ryū?)/Kamen Rider Accel (仮面ライダーアクセル Kamen Raidā Akuseru?): Se trata de un superintendente de policía asignado al departamento de policía de Fūto como jefe de Jinno y Makura, a pesar de ser muchísimo más joven que ellos. De carácter aparentemente frío y distante, al principio se lleva mal con Shōtarō y no quiere que se entrometa en los casos de la policía relacionados con los Dopant, aunque pronto decide contratarle como apoyo en los casos, y poco a poco se va integrando en el equipo. A diferencia de Shōtarō, que lucha porque ama la ciudad de Fūto y quiere protegerla, Ryū la odia, porque la considera punto de encuentro de todo tipo de escoria, porque su familia fue asesinada por un Dopant cuando él estaba en la academia de policía. Terui originalmente se convirtió en Kamen Rider para encontrar al asesino de su familia, el Dr. Shinkuro Isaka. Sin embargo, es solo después de la muerte de Isaka que Terui se entera de que hay más en la historia detrás de la muerte de su familia. Además, Terui llega a desarrollar sentimientos por Akiko Narumi en el transcurso de la serie y finalmente se casa con ella durante la película secuela Kamen Rider × Kamen Rider OOO & W Featuring Skull: Movie War Core y tiene una hija llamada Haruna Terui con ella a partir del V-Cinema Drive Saga: Kamen Rider Chaser.

### Aliados
- Akiko Narumi (鳴海 亜樹子 Narumi Akiko?): Es la jefa de Shōtarō y la dueña de la agencia de detectives, como la hija el antiguo jefe de Shōtarō. Tiene la apariencia y la actitud de una adolescente, lo que exaspera a Shōtarō, ya que piensa que no tiene nada que ver con la seriedad de una agencia de detectives. No sabe que su padre ha muerto y ha venido desde Osaka a Fūto para intentar encontrarle y hacerse cargo de la agencia de detectives. Tiene la manía de dar zapatillazos con una sandalia a Shōtarō cuando dice o hace algo para ella inconveniente, aunque también lo hace con cualquier otra persona, incluso con algunos Dopants. A pesar de su personalidad infantil, tiene una gran intuición para los casos que sorprende a sus subordinados. Akiko está enamorada de Terui, pero sus avances son inicialmente ignorados ya que él mantiene una conducta profesional hacia ella hasta que finalmente cede a sus propios sentimientos por ella. Finalmente se casa con él durante la película secuela Kamen Rider × Kamen Rider OOO & W Featuring Skull: Movie War Core y tienen una hija llamada Haruna Terui a partir del V-Cinema Drive Saga: Kamen Rider Chaser.
- Mikio Jinno (刃野 幹夫 Jinno Mikio?): Es un inspector de la policía de Fūto, muy experimentado, aunque también bastante ingenuo y fácil de engañar, de lo que algunos se aprovechan. Es un amigo de Shōtarō y suele comentar los casos con él sin saber de su identidad como Kamen Rider.
- Shun Makura (真倉 俊 Makura Shun?): Todos le llaman "Macky". Es el compañero novato de Mikio, un tipo muy desagradable que duda de las habilidades de Shōtarō y considera que su presencia en las investigaciones de la policía está de más. Shōtarō y él suelen pelearse y Mikio tiene que separarles. Es tremendamente impulsivo y suele sacar conclusiones precipitadas de los casos, llegando a acusar a gente de cometer crímenes con pruebas circunstanciales o nulas, más allá de la opinión de algún superior.
- Fūto Irregulars (風都イレギュラーズ Fūto Iregyurāzu?): Son una serie de ciudadanos de Fūto que sirven como informadores y soplones de Shōtarō en sus casos. Su nombre viene de los Irregulares de Baker Street de las novelas de Sherlock Holmes.
  - Watcherman (ウォッチャマン Wotchaman?): Es el nick de un bloguero otaku que sirve como informante de las actividades de los Dopant.
  - Santa-chan (サンタちゃん Santa-chan?): Es un hombre misterioso dueño de una tienda de mascotas que siempre va vestido de Papa Noel haciendo regalos a la gente.
  - Queen (クイーン Kuīn?) y Elizabeth (エリザベス Erizabesu?): Son dos adolescentes que mantienen informado a Shōtarō sobre los casos que involucran estudiantes, colegios o institutos.
- Tokime (ときめ Tokime?): Es una personaje que aparece en el manga Fuuto PI. Una hermosa pero misteriosa joven a quien Shotaro conoce. Aunque se rumora que es la "Bruja del cruce en T" por los ciudadanos de Futo, su presencia marca el comienzo de un nuevo evento en la ciudad. A igual que Philip, es muy curiosa con las cosas, pero no de forma agresiva. Hay algunos indicios que hacen posible que Tokime esté secretamente enamorada de Shotaro, ya que está muy feliz de tener a Shotaro para elogiarla y se pone molesta si Shotaro está del lado de Philip cada vez que discuten.

### Villanos
- Dopants (ドーパント Dōpanto?): Los Dopants son en su mayoría humanos normales que usan Gaia Memory. Las cuales son aspectos de la verdadera Gaia Memory: el conocimiento de todo en la Tierra. Estas fueron originalmente accedidas debido al enlace de Philip a las Gaia Memory por medio de la Biblioteca Gaia (地球（ほし）の本棚 Hoshi no Hondana?). Pero después de que se rompiera en enlace, la familia Sonozaki comienza a usar un templo extraño debajo de su mansión para acceder a las Gaia Memory. Luego las venden al mejor postor o a delincuentes comunes, ambos tipos utilizados como conejillos de indias para estudiar los efectos de las Gaia Memory como parte del proyecto Gaia Impact. Para derrotar a un Dopant, un Kamen Rider tiene que usar sus ataques y expulsar y destruir la Gaia Memory, dando como resultado lo que se llama Memory Break (メモリブレイク Memori Bureiku?). Las Memorias Evolucionadas de Gaia, sin embargo, requieren un ataque directo sobre su ubicación dentro del cuerpo del Dopant para ejecutar la ruptura de la memoria sin el riesgo de matar al usuario. Si el Dopant no tiene un Conector Vivo, no se producirá un Memory Break, sin embargo, la Gaia Memory aún será expulsada del cuerpo del usuario.
  - La familia Sonozaki (園咲家 Sonozaki Ke?) son una familia aristocrática de Futō. Poseen unas Gaia Memory especiales que utilizan con un dispositivo similares a los cinturones de Double que impiden que la toxina afecte a sus mentes, aunque no les permite usar sus poderes Dopant a pleno rendimiento. Lideran una organización llamada el Museo.
    - Ryūbee Sonozaki (園咲 琉兵衛 Sonozaki Ryūbee?)/Terror Dopant (テラー・ドーパント Terā Dōpanto?): Es el patriarca de la familia, un señor aparentemente sabio y tranquilo que a veces se comporta de forma maníaca. Actúa como una especie de Padrino en la organización y ve Fūto como su propio reino personal. Como Dopant, tiene la habilidad de provocar un terror insoportable a sus víctimas, de tal calibre que puede conducirlas a la locura.
    - Saeko Sonozaki (園咲 冴子 Sonozaki Saeko?)/Taboo Dopant (タブー・ドーパント Tabū Dōpanto?): Es la hija mayor de los Sonozaki. Trabaja en una compañía tecnológica que sirve como tapadera de las actividades oscuras de la familia. Ryubee la educó de forma muy severa y estricta para que se convirtiera en su sucesora. El ver que su hermana no recibía el mismo trato severo la hizo desarrollar una gran envidia hacia ella.
    - Wakana Sonozaki (園咲 若菜 Sonozaki Wakana?)/Clay Doll Dopant (クレイドール・ドーパント Kureidōru Dōpanto?): Es la hija pequeña de la familia. Trabaja como locutora de radio y presentadora de un popular programa en Fūto, "Wakana's Healing Princess", que le ha hecho ganar una legión de fanes enfervorecidos (entre los que se encuentran Shōtarō y Philip). Mientras que en la radio o delante de los fanes muestra una actitud tímida y amable, su verdadera personalidad es justo la opuesta.
    - Kirihiko Sudō (須藤 霧彦 Sudō Kirihiko?)/Nasca Dopant (ナスカ・ドーパント Nasuka Dōpanto?): Es un trabajador del Museo que tras mostrar gran pericia en su trabajo llama la atención de Saeko. Los dos acaban casándose, él toma el apellido Sonozaki y recibe laGaia Memory y el cinturón que le permiten transformarse en Nasca Dopant, un excelente espadachín.
    - Mick (ミック Mikku?)/Smilodon Dopant (スミロドン・ドーパント Sumirodon Dōpanto?): Es la mascota de la familia, un gato de raza British Shorthair. A pesar de ser un gato, tiene una Gaia Memory con la que le transforman en Dopant para realizar trabajos de espionaje, entre otras cosas buscar a Philip, y también atacar a los Riders cuando es necesario.

### Otros personajes
- Shroud (シュラウド Shuraudo?): Es una mujer misteriosa, siempre vestida de negro, con la cabeza completamente vendada y gafas de sol. Es quien le entregó a Ryū los poderes de Kamen Rider Accel. También tiene cuentas personales con la familia Sonozaki, de quienes busca vengarse por motivos no clarificados en principio.
- Yukiji Bando (万灯 雪侍 Bando Yukiji?): Es un personaje antagonista del manga Fuuto PI. Un misterioso pero carismático hombre vestido de blanco con un profundo conocimiento de los Gaia Memories y los distribuye a los ciudadanos de Futo. Cuando se transforma en un Dopant, se lo conoce como Dopant Aurora.

## Lista de episodios
Todos los episodios tienen un doble título. Primero el del arco argumental al que pertenece (cada uno de dos episodios) y después el título del episodio mismo. En cada arco argumental aparece una letra del alfabeto latino que tiene un doble sentido, por un lado representa a uno de los personajes importantes del arco argumental, y por otro es la inicial de una palabra en inglés que representa algo importante en el arco argumental. Solo el episodio final es un episodio unitario y no doble.
1. La búsqueda de W/Dos detectives en uno (Ｗの検索／探偵は二人で一人 W no Kensaku/Tantei wa Futari de Hitori?)[4]
2. La búsqueda de W/Aquellos que apenan a la ciudad (Ｗの検索／街を泣かせるもの W no Kensaku/Machi o Nakaseru Mono?)[5]
3. No toques la M/Como llegar al cielo (Ｍに手を出すな／天国への行き方 M ni Te o Dasu na/Tengoku e no Ikikata?)[6]
4. No toques la M/Jugando con un joker (Ｍに手を出すな／ジョーカーで勝負 M ni Te o Dasu na/Jōkā de Shōbu?)[7]
5. La chica... A/Papá es un Kamen Rider (少女…Ａ／パパは仮面ライダー Shōjo... A/Papa wa Kamen Raidā?)[8]
6. La chica... A/El precio de mentir (少女…Ａ／嘘の代償 Shōjo... A/Uso no Daishō?)[9]
7. Encuentra la C/Philip no puede soportarlo (Ｃを探せ／フィリップはそれを我慢できない C o Sagase/Firippu wa Sore o Gaman Dekinai?)[10]
8. Encuentra la C/Héroe bailarín (Ｃを探せ／ダンシングヒーロー C o Sagase/Danshingu Hīrō?)[11]
9. El terror S/¡La doncella detective lo vio todo! (Ｓな戦慄／メイド探偵は見た！ S na Senritsu/Meido Tantei wa Mita!?)[12]
10. El terror S/La hija del gran detective (Ｓな戦慄／名探偵の娘 S na Senritsu/Meitantei no Musume?)[13]
11. La venganza V/Coche infectado (復讐のＶ／感染車 Fukushū no V/Kansensha?)[14]
12. La venganza V/Bestia rencorosa (復讐のＶ／怨念獣 Fukushū no V/Onnenjū?)[15]
13. La Q en la radio/La princesa es el objetivo (レディオでＱ／狙われたプリンセス Redio de Q/Nerawareta Purinsesu?)[16]
14. La Q en la radio/Catástrofe en directo (レディオでＱ／生放送大パニック Redio de Q/Namahōsō Daipanikku?)[17]
15. La luz crepuscular F/Rider ladrón (Ｆの残光／強盗ライダー F no Zankō/Gōtō Raidā?)[18]
16. La luz crepuscular F /Recupera a tu compañero (Ｆの残光／相棒をとりもどせ F no Zankō/Aibō o Torimodose?)[19]
17. Adiós N/Los niños de la memoria (さらばＮよ／メモリキッズ Saraba N yo/Memori Kizzu?)[20]
18. Adiós N/El amigo con el viento (さらばＮよ／友は風と共に Saraba N yo/Tomo wa Kaze to Tomo ni?)[21]
19. La I no se detiene/El nombre de ese chico es Accel (Ｉが止まらない／奴の名はアクセル I ga Tomaranai/Yatsu no Na wa Akuseru?)[22]
20. La I no se detiene/Estilo Kamen Rider (Ｉが止まらない／仮面ライダーの流儀 I ga Tomaranai/Kamen Raidā no Ryūgi?)[23]
21. La T regresa/Una melodía no destinada para mujeres (還ってきたＴ／女には向かないメロディ Kaettekita T/Onna ni wa Mukanai Merodi?)[24]
22. La T regresa/El hombre que no puede morir (還ってきたＴ／死なない男 Kaettekita T/Shinanai Otoko?)[25]
23. L a los labios/Rider cantante (唇にＬを／シンガーソングライダー Kuchibiru ni L o/Shingā Songu Raidā?)[26]
24. L a los labios/Tú eres el mentiroso (唇にＬを／嘘つきはおまえだ Kuchibiru ni L o/Usotsuki wa Omae da?)[27]
25. El juego P/La muñeca tiene los dedos pegajosos (Ｐの遊戯／人形は手癖が悪い P no Yūgi/Ningyō wa Tekuse ga Warui?)[28]
26. EL juego P/Akiko a la carrera (Ｐの遊戯／亜樹子オン・ザ・ラン P no Yūgi/Akiko On Za Ran?)[29]
27. La D estaba mirando/La dama mágica transparente (Ｄが見ていた／透明マジカルレディ D  ga Miteita/Tōmei Magikeru Redi?)[30]
28. La D estaba mirando/Máximo suicidio gemelo (Ｄが見ていた／決死のツインマキシマム D ga Miteita/Kesshi no Tsuin Makishimamu?)[31]
29. La pesadilla H/La melancolía de la princesa durmiente (悪夢なＨ／眠り姫のユウウツ Akumu na H/Nemuri Hime no Yūutsu?)[32]
30. La pesadilla H/¿Quién es el príncipe? (悪夢なＨ／王子様は誰だ？ Akuma na H/Ōjisama wa Dare da??)[33]
31. La B llevada por el viento/La bestia debe ser perseguida (風が呼ぶＢ／野獣追うべし Kaze ga Yobu B/Yajū Oubeshi?)[34]
32. La B llevada por el viento/Ahora, en el resplandor (風が呼ぶＢ／今、輝きの中で Kaze ga Yobu B/Ima, Kagayaki no Naka de?)[35]
33. La tragedia de Y/La mujer que buscaba el ayer (Ｙの悲劇／きのうを探す女 Y no Higeki/Kinō o Sagasu Onna?)[36]
34. La tragedia de Y/Hermano y hermana (Ｙの悲劇／あにいもうと Y no Higeki/Ani Imōto?)[37]
35. Más allá de la R/El monstruo que llama a la lluvia se acerca (Ｒの彼方に／やがて怪物という名の雨 R no Kanata ni/Yagate Kaibutsu toiu Na no Ame?)[38]
36. Más allá de la R/Sobrepásalos a todos (Ｒの彼方に／全てを振り切れ R no Kanata ni/Subete o Furikire?)[39]
37. Visitante X/El puente de las promesas (来訪者Ｘ／約束の橋 Raihōsha X/Yakusoku no Hashi?)[40]
38. Visitante X/En el nombre del Museo (来訪者Ｘ／ミュージアムの名のもとに Raihōsha X/Myūjiamu no Na no Moto ni?)[41]
39. La probabilidad de G/Mal Cinema Paradiso (Ｇの可能性／バッドシネマパラダイス」  G no Kanōsei / Baddo Shinema Paradaisu?)[42]
40. El probabilidad de G / Eres imperdonable (Ｇの可能性／あなたが許せない」 G no Kanōsei / Anata ga Yurusenai?)[43]
41. El laberinto J/ La villana psicótica (Ｊの迷宮／猟奇的な悪女 J no Meikyū / Ryōkiteki Akujo no?)[44]
42. El laberinto J/ El diamante está dañadoＪの迷宮／ダイヤモンドは傷ついて (J no Meikyū / Daiyamondo Kizutsuite wa?)[45]
43. La cadena O / El detective envejecido (Ｏの連鎖／老人探偵 O no Rensa / Rojin Tantei?)[46]
44. La cadena O / La confesión de Shroud (Ｏの連鎖／シュラウドの告白 O no Rensa / Shuraudo no Kokuhaku?)[47]
45. A quien K necesita / El rabo del diablo  (Ｋが求めたもの／悪魔のしっぽ K ga Motometa Mono / Akuma no Shippo?)[48]
46. Que K necesitas / La última cena  (Ｋがもとめたもの／最後の晩餐  K ga Motometa Mono / Saigo no Bansan?)[49]
47. La U abandonada/ Una petición de  Philip  (残されたＵ／フィリップからの依頼  Nokosareta U / kara Firippu Irai no?)[50]
48. La U abandonada / Socios eternos  (残されたＵ／永遠の相棒  U Nokosareta / Eien no Aibo?)[51]
49. Adiós a la E / Un ramo de justicia para esta ciudad  (Ｅにさよなら／この街に正義の花束を  ni Sayonara E / Kono Machi ni Seigi o no Hanataba?)[52]

### Películas
- Kamen Rider × Kamen Rider W & Decade: Movie War 2010 (仮面ライダー×仮面ライダーW（ダブル）&ディケイド MOVIE大戦2010 Kamen Raidā × Kamen Raidā Daburu Ando Dikeido Mūbī Taisen Nisenjū?): Se trata de una película crossover entre Kamen Rider W y su predecesor Decade que por una parte constituyó la conclusión de Kamen Rider Decade. Estrenada el 12 de diciembre de 2009.[53]
- Kamen Rider: The Fearful Global Warming Plan (仮面ライダー 恐怖の地球温暖化計画 Kamen Raidā Kyōfu no Chikyū Ondanka Keikaku?): Estrenada el 5 de junio de 2010
- Kamen Rider W DVD: Gaia Memory Encyclopedia (仮面ライダーＷ（ダブル） DVD ガイアメモリ大図鑑 Kamen Raidā Daburu Dī Bui Dī Gaia Memori Daizukan?): Especial para video. Estrenado el 1 de julio de 2010
- Kamen Rider W Forever: A to Z/The Gaia Memories of Fate (仮面ライダーＷ（ダブル） FOREVER AtoZ／運命のガイアメモリ Kamen Raidā Daburu Fōebā Ē tu Zetto/Unmei no Gaia Memori?): Estrenada el 7 de agosto de 2010.[54]
- Kamen Rider W Returns ((仮面ライダーＷ（ダブル） RETURNS Kamen Raidā Daburu Ritānzu?): Especial para video que actúa como epílogo de la serie. Estrenado el 21 de abril de 2011

### Fuuto PI
Fuuto PI (風都探偵, Fūto Tantei) es una secuela de manga que ha sido serializada en la revista semanal Big Comic Spirits desde el 7 de agosto de 2017. Riku Sanjo, el escritor principal de la serie original, estuvo a cargo de los guiones del manga. Masaki Sato dibujó el manga, el productor de Toei Hideaki Tsukada supervisó el manga y Katsuya Terada recibió el crédito por los diseños de los personajes. La historia de Fuuto PI se desarrolla después de Kamen Rider W Returns: Kamen Rider Accel, que tiene lugar entre los eventos de Kamen Rider OOO y Kamen Rider Fourze. En dicha trama, Shotaro se encuentra con una chica amnésica de cabello rosado llamada Tokime, que está siendo atacada por Dopants. Después de salvarla, decidieron contratarla en la Agencia de Detectives Narumi como su asistente. A medida que Shotaro y Raito resuelven más casos, descubren gradualmente la conexión de Tokime con la misteriosa Dopant Aurora. Con motivo del Aniversario #50 de Kamen Rider, el manga será adaptado al anime el cual se estrenó en 2022. Inicialmente, el anime iba a ser transmitido internacionalmente por Funimation, pero tras la compra de Crunchyroll por parte de Sony, el anime será transmitido por dicho sitio de streaming.

## Reparto
- Shōtarō Hidari: Renn Kiriyama
- Philip: Masaki Suda[60]
- Ryū Terui: Minehiro Kinomoto
- Akiko Narumi: Hikaru Yamamoto
- Mikio Jinno: Takeshi Nadagi
- Shun Makura: Shingo Nakagawa
- Watcherman: Nasubi
- Santa-chan: Zennosuke Fukkin
- Queen: Tomomi Itano
- Elizabeth: Tomomi Kasai
- Ryūbee Sonozaki: Minori Terada
- Saeko Sonozaki: Ami Namai
- Wakana Sonozaki: Rin Asuka
- Kirihiko Sudō: Yūki Kimisawa
- Shroud: Naoko Kōda
- Narrador, Voz de Gaia Memory: Fumihiko Tachiki

## Reparto (Fūto PI)
- Shōtarō Hidari: Yoshimasa Hosoya[61]
- Philip: Kōki Uchiyama[61]
- Tokime: Akira Sekine[61]
- Ryū Terui: Makoto Furukawa[61]
- Akiko Narumi: Mikako Komatsu[61]
- Yukiji Bando: Daisuke Ono[61]
- Watcherman: Atsushi Imaruoka
- Shun Makura: Chiharu Sawashiro
- Mikio Jinno: Kenyū Horiuchi

## Temas musicales

### Tema de entrada
- "W-B-X ~W-Boiled Extreme~
  - Letra: Shoko Fujibayashi
  - Música: Shuhei Naruse
  - Arreglos: TAKUYA y Shuhei Naruse
  - Intérprete: Aya Kamiki ft. TAKUYA

### Temas de cierre
- "Cyclone Effect" (Episodios 3-6, 9, 21, 23, 24, 25, 45)
  - Letra: Shoko Fujibayashi
  - Música: Mitsuhiro Ayano
  - Arreglos: Labor Day
  - Intérprete: Labor Day

- "Free your Heat" (Episodios 10, 11, 13, 19, 20, 21)
  - Letra: Shoko Fujibayashi
  - Música: Defspiral
  - Arreglos: Defspiral
  - Intérprete: Galveston 19

- "Finger on the Trigger" (Episodios 7, 8, 14, 16, 18, 23, 30, 39)
  - Letra: Shoko Fujibayashi y Otoko Usagi
  - Música: Junichi Igarashi
  - Arreglos: Junichi Igarashi
  - Intérprete: Florida Keys